# Slaget ved Stirling Bridge
Slaget ved Stirling Bridge (skotsk gælisk: Blàr Drochaid Shruighlea) var et slag, der blev udkæmpet under den første skotske uafhængighedskrig d. 11. september 1297. Andrew Moray og William Wallace'mtropper besejrede de samlede engelske tropper under John de Warenne, 6. jarl af Surrey og Hugh de Cressingham nær Stirling ved floden Forth.